# Teilma
Teilma – wieś w Estonii, w prowincji Tartu, w gminie Puhja.